# Sophie af Preussen
Sophie af Preussen (tysk: Sophie Dorothea Ulrike Alice; græsk: Σοφία Δωροθέα Ουλρίκη Αλίκη; 14. juni 1870 i Potsdam – 13. januar 1932 i Frankfurt am Main) var dronning af Grækenland i to perioder, fra 1913 til 1917 og fra 1920 til 1922. Hun var datter af kejser Frederik 3. af Tyskland og gift med kong Konstantin 1. af Grækenland.
Hun har lagt navn til Kronprinsesse Sofies Vej på Frederiksberg.

## Biografi
Sophie var det 7. af de otte børn, som den senere tyske kejser Frederik 3. havde med sin kone Victoria af Storbritannien. Hun var således søster til Wilhelm 2. af Preussen (se anetavle). Hun blev gift i 1889 med den græske prins Konstantin, den senere græske konge Konstantin 1. De havde seks børn:
- Georgios (19. juli 1890–1. april 1947), græsk konge 1922–1924 og 1935–1947
- Alexandros (20. juli 1893–25. oktober 1920), græsk konge 1917–1920,
- Eleni (2. maj 1896–28. november 1982), dronningemoder af Rumænien,
- Pavlos (1. december 1901–6. marts 1964), græsk konge 1947–1964,
- Eirini (31. januar 1904–4. april 1974), hertuginde af Savoyen, og
- Aikaterini (21. april 1913– 2. oktober 2007), kendt som prinsesse Kathrine af Grækenland og Danmark, lady Brandram, gift med den britiske major Richard Brandram (1911-1994), en søn og tre børnebørn.

Hun ligger begravet i Tatoi i Grækenland.

## Eksterne links
- Wikimedia Commons har flere filer relateret til Sophie af Preussen